# 浴火凤凰 (2006年电视剧)
《浴火鳳凰》（英語：Phoenix from the Ashes）是一部融合民國和現代背景、講述三代人故事的電視劇，由北京東方傳奇國際傳媒有限公司和北京慈文影視製作有限公司投資，中國文聯音像出版社製作，香港導演王晶和鍾少雄聯合執導，王晶同時擔任監製。本劇於2005年7月14日正式開機，10月5日殺青。2006年7月30日在成都電視台文藝頻道全國首播，2009年5月4日在青海衛視上星播出。
該劇在廣州綜合頻道“7點合家歡劇場”播出期間收視凌厲，平均收視率為7.23％，最高時候更是突破11.02％，躍居廣州地區同一時段劇集收視的第一位。香港亞洲電視於2006年9月18日起，逢星期一至星期五21:30播映，9月25日至10月6日期間改在20:30播映（星期二及星期四在20:40播映），10月9日起改回21:30播映。
該劇的主題曲是光良的大熱歌曲《童話》，片尾曲則是余文樂的《下一次真愛》。

## 演員表
- 方中信 飾 向隨緣
- 黄　奕 飾 段勝男（青年）
- 馮寶寶 飾 段勝男（老年）
- 楊恭如 飾 厲無暇
- 余文樂 飾 向隨想
- 黃少祺 飾 顧家謙
- 楊　子 飾 厲　軍
- 小王晶 飾 杜曉彤
- 焯　勻 飾 丁　丁

## 群演溺斃事件
该剧在2005年7月26日於上海黄浦江畔拍摄时发生了因保护措施不到位而引起的临时演员遇溺身亡的事故，當時55歲的滬籍群眾演員陳允炘在扮演水上「浮屍」時不幸遇溺身亡。9月26日，陳允炘的父親、妻子和兒子將東方傳奇公司、慈文公司以及群眾演員仲介公司「上海影聚商貿有限公司」告上法庭，要求導演王晶向死者家屬、東方傳奇公司和慈文公司在上海主流媒體登報道歉，以及要求該三被告賠償79萬元損失。
11月17日，楊浦區的法院對此案公開開庭審訊。當法庭徵詢雙方是否願意和解時，被告最初拒絕接受，但後來又表示如果法院最後判決的賠償金額少於46萬元，投資的一方仍然會將考慮在適當時候給予家屬額外的賠償。
經過一輪調解工作後，在2006年2月20日，東方傳奇公司、慈文公司和陳允炘的家屬達成和解協定。上述兩間公司均表示，他們將會從這事件中汲取經驗教訓，並且對陳允炘的不幸給其家屬所帶來的悲痛和損失深表歉意，同時亦對事件發生後陳允炘的家屬所採取的過激行為予以理解。此外，雙方還就賠償金額達成一致意見，東方傳奇公司和慈文公司一次支付43萬元作為全部賠償和補償。

## 外部連結
- 官方網站